# Мухалніца
Мухалніца — природоохоронна зона, розташована за 1 км на південь від Ботевграда і за 63 км на північний схід від Софії. Створена в 1992 році з метою збереження унікальної за своїми масштабами міграції трав'яної жаби (Rana temporaria).

## Історична довідка
14 лютого 1968 року Владімір Бешков відкрив популяцію з кількох сотень трав'яних жаб в маленькому болоті, недалеко від Ботевграда, що зовсім нехарактерно для такого роду на такій незначній висоті (360 м). 1 і 4 березня 1971 року він позначив кілька сотень особин і відпустив їх назад в болото. 4 червня 1971 року одну із позначених жаб було виявлено на схилах гори Било за 4925 м по прямій лінії від болота і на висоті 875 м над рівнем моря. Через декілька років, Бешков відновив свої дослідження у 1979 році, коли між 31 січня та 3 березня на болоті було позначено 457 жаб. Також у лютому і березні 1980 року були позначені жаби на висоті 5,5 і 6 км над болотом під час їх руху вниз за течією. 11 березня 1980 року дві з них було знайдено в болоті Мухалніца (одну через 4, іншу через 11 днів після позначання). Бешков опублікував результати свого дослідження в серії наукових і науково-популярних статей, які стали підставою для оголошення в 1992 році болота і території між ним і річкою Стара (Зелінска) природоохоронною зоною.

## Історія міграції

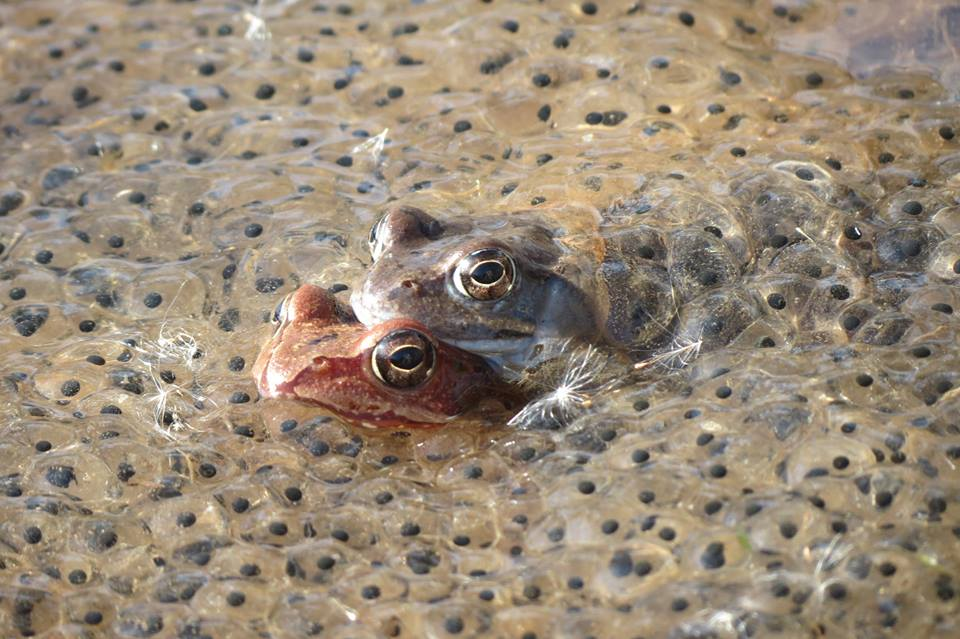
Пара гірських жаб серед відкладеної ікри.

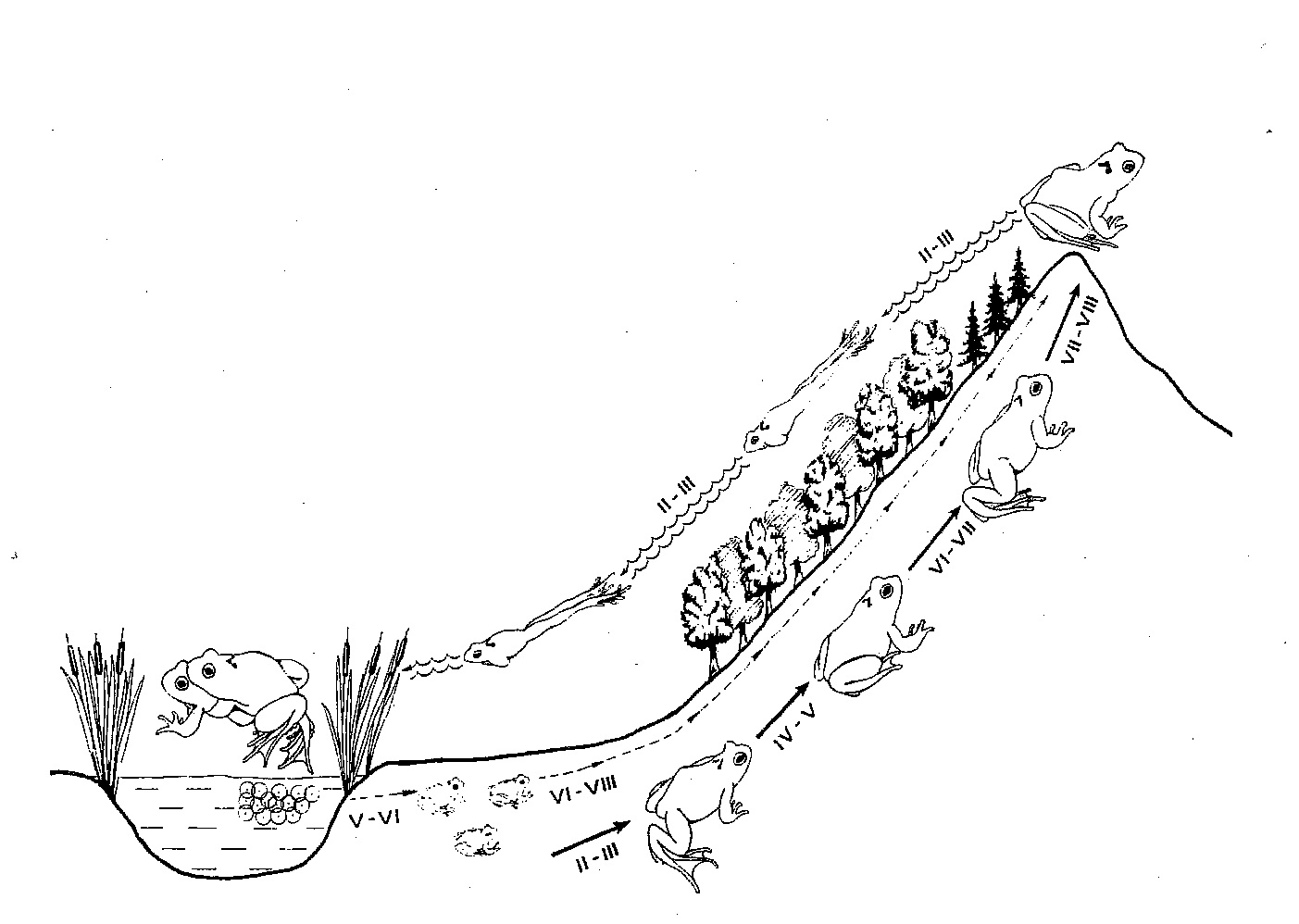
Схема міграції трав'яної жаби в Мухалніці. Римськими цифрами позначено місяці року.

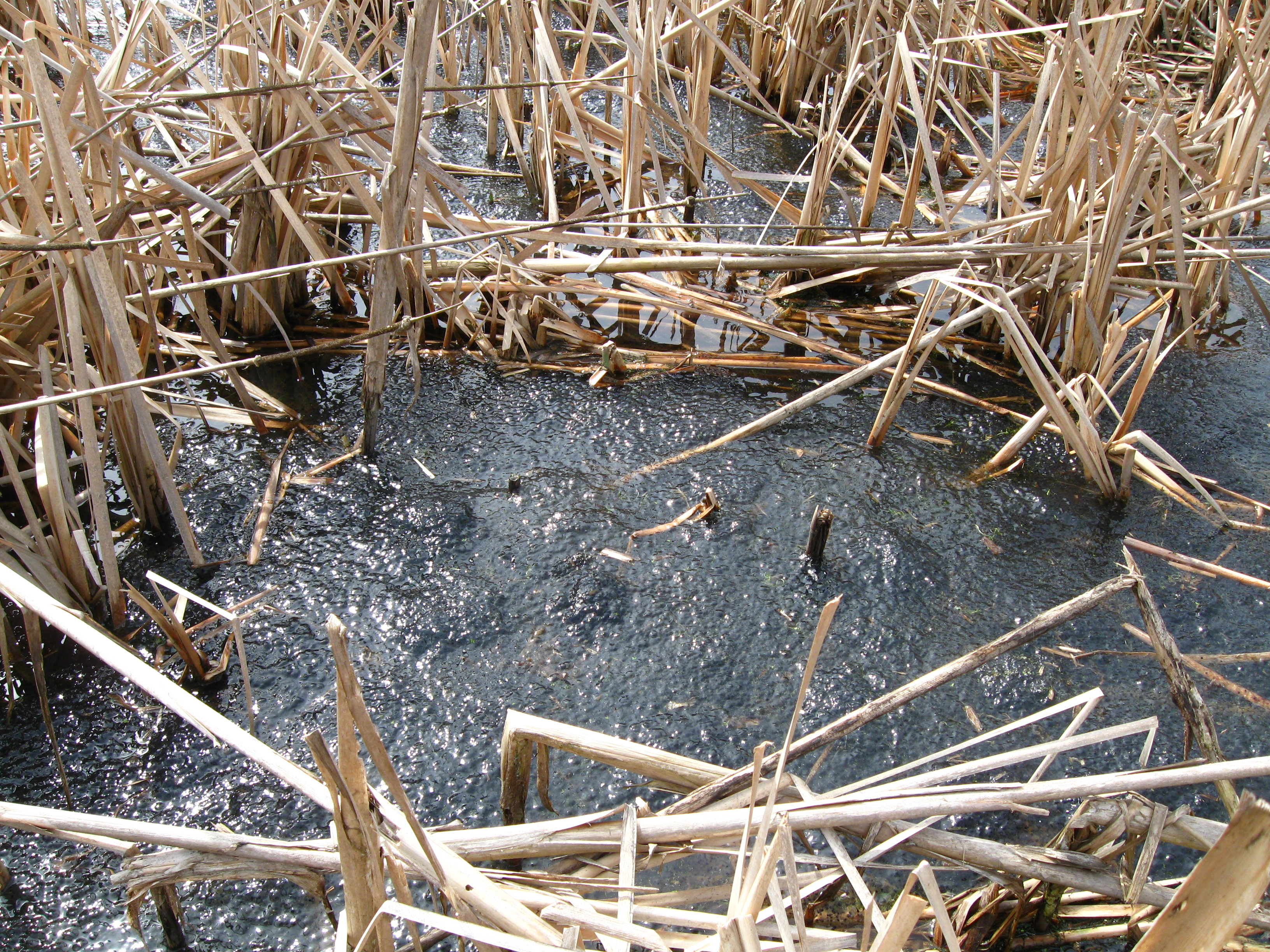
В розпал шлюбного періоду майже все водне плесо вкриває ікра.

Масове прибуття тисяч жаб на болоті в місцевості Мухалніца, ймовірно, почалося в кінці останнього льодовикового періоду, тобто близько 8000 років тому. Під час щорічної міграції з місць зимівлі (ріки й струмки у верхній частині гори) до заплави Мухалніца, трав'яні жаби за кілька днів проходять відстань до 6 км, а деякі з них, ймовірно, і понад 10 км. Сам період розмноження триває лише близько двох тижнів, зазвичай в кінці лютого і на початку березня, в залежності від температури. Наявність відкладеної ікри під час танення льоду є звичайним явищем. Жаби пересуваються вниз за течією річки Зелінска і інстинктивно відчувають, де вони повинні вийти з неї, щоб досягти болота. Після закінчення шлюбного періоду жаби повертаються назад до вершини гори, проходячи по суші приблизно таку ж відстань у протилежному напрямку. З запліднених яйцеклітин вилуплюються пуголовки, які перетворюються на маленьких жаб, і залишають це болото в кінці травня або на початку червня. Ця міграція для розмноження є унікальною для виду і є однією з найдовших серед відомих міграцій у світі амфібій.

## Інші види амфібій і рептилій
Крім трав'яної жаби у цьому ж болоті виявлено й інші 8 видів земноводних: звичайний тритон (Lissotriton vulgaris), тритон Кареліна (Triturus ivanbureschi), жовточерева жаба (Bombina variegata), ропуха звичайна (Bufo bufo) і ропуха зелена (Bufotes viridis), райка деревна (Hyla orientalis), жаба прудка (Rana dalmatina) і жаба озерна (Pelophylax ridibundus). Є випадки спостереження європейської болотної черепахи (Emys orbicularis). Ця відносно висока видова різноманітність на такій невеликій площі підтверджує важливість захисту місцевості Мухалніца для збереження місцевої фауни.

## Загрози та заходи щодо їх подолання
В останні 10 років спостерігається збільшення розмірів болота, але й заростання його очеретом (Typha sp.), який поступово охоплює майже всю його площу. Це спричиняють багаторічні витікання з труб місцевого водопостачання і каналізації, які мають виражений негативний вплив на жаб, котрі для розмноження потребують відкритої водної поверхні. У зв'язку витіканням, ймовірно, змінився водний режим болота, яке пертворилося з тимчасової водойми на постійну (з, відповідно, більш сприятливими умовами для очерету). Прогресуючий розвиток очерету, проте, ймовірно, викличе нові зміни водного режиму, і болото пересохне. Останнє означає, що в найближчі роки популяція гірських жаб втратить основне місце для розмноження, а феноменальна міграція перестане відбуватися. Особливістю цієї загрози є те, що вона безпосередньо зачіпає всі інші види земноводних, виявлені в природоохоронній зоні.
Іншою істотною загрозою для популяції трав'яних жаб є масова загибель під час міграції на асфальтованій дорозі, що проходить уздовж північно-східного узбережжя болота. Вийшовши з річки, жаба неминуче повинна перетнути дорогу (крім тих, які проходять під дорогою через трубу для стоку води). Автомобільний рух тут не великий, але, за повідомленнями місцевих жителів, в дні міграції дорога покрита безліччю задушених жаб.
У 2017 році громада Ботевграда, спільно з командою вчених з Інституту досліджень біорізноманіття і екосистем і Національного музею природничих наук при Болгарській академії наук розпочали діяльність, пов'язану з подоланням вищеописаної загрози шляхом виривання очерету і встановлення труб для безпечного переходу через дорогу.
bg